# 竹中あこ
竹中 あこ（たけなか あこ）は日本の歌手、通訳、エッセイスト。東京都国立市出身。
歌手・シンガーソングライターの竹中三佳は実姉。

## 経歴
慶應義塾大学理工学部物理学科卒。量子力学理論ほか、虹を創る実験などをしていた。
1990年　株式会社博報堂入社。コピーライター職として勤務。朝日広告賞、毎日広告賞など受賞。
博報堂退社後1996年、ニューヨークに渡る。自作「Swimming/スィミング」が1998年度「アメリカンソングラインティング・コンテスト-50」に選出、またアンビエントグループ「Phobos/フォボス」などにボーカル参加。ネイティブアメリカンやアフリカン、ブラジリアンの発声やハーモニクスなどを学び、各地でライブ活動を行ったのち帰国。日本を含めアジア各地の伝統歌を収集して廻る。
2005年　自身のニューヨーク生活を綴ったエッセイ「もんでニューヨーク」を出版。
2008年　日本語、英語、アジア各地の言葉他、自身の作った言語で歌った1stソロアルバム「Moon Chant/ムーンチャント」を発売。
2012年　2ndアルバム「Dear My Land」発売。この頃より世界各地域の伝統歌をアレンジして歌うチャンティング・ワークショップを開催。
2013年　KitaroのレーベルであるロサンゼルスのDomo Recordsより、オリジナル曲が世界配信。東京、京都、ニューヨークを拠点に、コンサートやワークショップ、各地のミュージシャンとのコラボレーションを続ける。
2014年「Dear my Land」が第57回グラミー賞の「ワールドミュージック」部門と「ニューアーティスト」部門で選考に入る。Pandra Radioではフリークエントプレイド・アーティストとなる。
2015年以降「Spacious」のボーカルとして、またボイスワークショプグループ「歌族」としても活動。
2018年　TV番組やアーティストのための英語詞を始める。2015年に参加したJoss Jaffeのアルバム「Dub Mantra Sangha」がRemixリリース。フューチャー曲「Amaterasu」が全米各地のラジオや雑誌に取り上げられる。
2019年　TVアニメ「ジョジョの奇妙な冒険　黄金の風」のオープニング曲「Fighting Gold」の英語歌詞を担当。

## CDアルバム
- Dear My land/ディアマイランド　（2012年4月29日発売、Elephantonicaレーベル）
- Moon Chant/ムーンチャント　（2008年6月6日発売、Elephantonicaレーベル）
- トリコロ・イメージアルバム （2004年6月23日発売、キングレコード StarChildレーベル）
  - Ripples（作詞：竹中あこ、作曲：竹中三佳、歌：竹中あこ＆竹中三佳）
  - Between Greens（作詞：竹中あこ、作曲：竹中三佳、歌：竹中あこ＆竹中三佳）

- Elevation,Vol3　（2000年4月4日発売、Earthtoneレーベル）
  - Soul of Desire
- PHOBOS　（1999年4月27日発売、Neurodiscレーベル）
  - Soul of Desire
  - Suna
  - Asia Child

- Dub Mantra Sangha  (By Joss Jaffe 2015年10月)
  - Amaterasu
- Dub Mantra Sangha Remix(By Joss Jaffe 2018年7月)
  - Amaterasu

## 配信曲
- こころならば　2015年4月29日発売、Elephantonica レーベル）プラネタリウム絵本「イルカのKちゃん」エンディング曲
- Dear My land/ディアマイランド （2013年4月29日発売、Domo Records）
- Moon Chant/ムーンチャント　（2013年6月6日発売、Domo Records）
- Dub Mantra Sangha  (By Joss Jaffe 2015年10月)
- Dub Mantra Sangha Remix(By Joss Jaffe 2018年7月)

## その他
- TVドラマ「ここにある幸せ」（2015年1月16日NHK福岡/2015年3月8日NHKプレミアム/2015年4月18日NHKワールドプレミアム　放送）エンディングテーマ曲
- 「イルカ×プラネタリウム」プロジェクトに楽曲提供
- 2019年　TVアニメ「ジョジョの奇妙な冒険　黄金の風」オープニング曲「Fighting Gold」英語歌詞担当
- 2019年　NHK教育テレビ「いないいないばあ！」オープニング歌詞担当

## 著書
- もんでニューヨーク（2005年ロコモーションパブリッシング）